# RP-Eisenbahn
Die RP Eisenbahn GmbH (RPE) ist ein 1998 gegründetes Infrastruktur- und Eisenbahnverkehrsunternehmen. Sitz der Gesellschaft ist Wachenheim an der Weinstraße.

## Geschichte
Die RP Eisenbahn GmbH wurde im April 1998 von zwei privaten Gesellschaftern gegründet. Mit der Wiederinbetriebnahme von stillgelegten Eisenbahnstrecken im Hunsrück und in der Pfalz begannen im Jahre 1999 die Aktivitäten der Gesellschaft.
Im Jahr 2000 wurde die in Sachsen gelegene, rund 31 km lange Strecke Freiberg–Holzhau von der Deutschen Bahn AG gepachtet und während einer 6-monatigen Streckensperrung grundlegend saniert. Während die Deutsche Bahn zuvor nur alle zwei Stunden einen Zug pro Richtung einsetzte und eine Fahrzeit von über 60 Minuten benötigte, konnte durch die Modernisierung die Fahrzeit auf 40 Minuten gesenkt werden, so dass nachfolgend mit der gleichen Zahl an Fahrzeugen und ohne zusätzlichen Personaleinsatz der Schienenverkehr im Stundentakt angeboten wird. Statt 54 Mio. DM, wie von der DB angenommen, wurde die Modernisierung mit 15 Mio. DM geschafft.
Im Frühjahr 2001 gründete die RP Eisenbahn GmbH gemeinsam mit der Chemnitzer Verkehrs-Aktiengesellschaft (CVAG) die Regio Infra Service Sachsen GmbH.

## Die Strecken

### Rheinland-Pfalz
Die Streckenlänge in Rheinland-Pfalz beträgt 23 Kilometer:
- Alzey–Kirchheimbolanden
- Heimbach (Nahe)–Baumholder (seit September 2006)

### Sachsen
Die Streckenlänge in Sachsen beträgt 34 Kilometer:
- Freiberg (Sachs)–Holzhau (seit Mai 2000)
- Berthelsdorf–Brand-Erbisdorf (seit Mai 2000)